# Santa Cruz de Yanguas
Santa Cruz de Yanguas település Spanyolországban, Soria tartományban. Santa Cruz de Yanguas Villar del Río, La Póveda de Soria, Lumbreras de Cameros és Sierra de Urbión községekkel határos. Lakosainak száma 56 fő (2024).

## Népesség
A település népessége az elmúlt években az alábbi módon változott:
| Lakosok száma | 61   | 64   | 65   | 69   | 76   | 72   | 63   | 61   | 57   | 56   |
|               | 2001 | 2004 | 2007 | 2009 | 2012 | 2014 | 2017 | 2019 | 2022 | 2024 |